# Zethus westwoodi
Zethus westwoodi är en stekelart som beskrevs av Henri Saussure 1852. Zethus westwoodi ingår i släktet Zethus och familjen Eumenidae. Inga underarter finns listade i Catalogue of Life.